# Constance de Théis

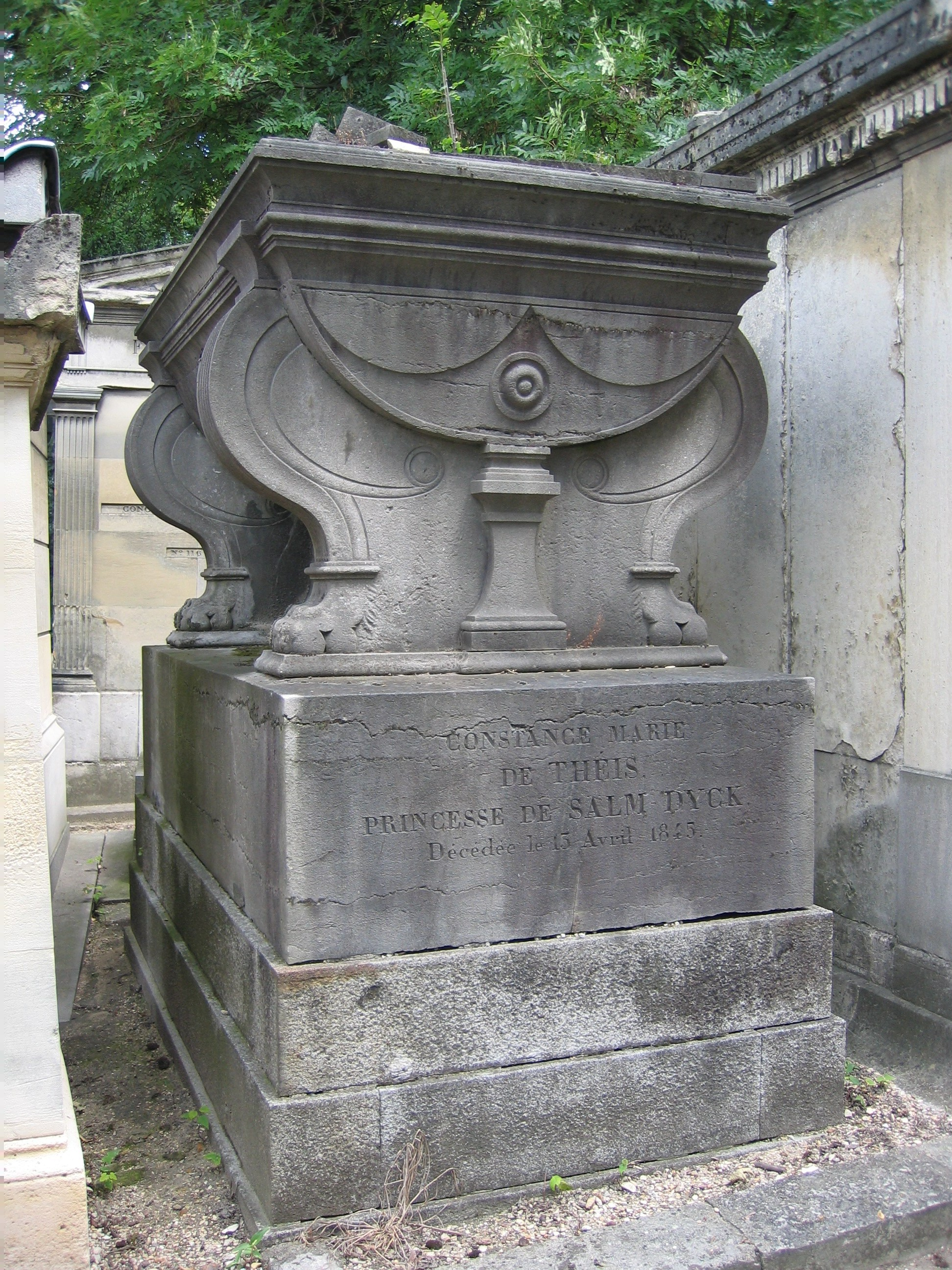
Grobowiec na Cmentarzu Père-Lachaise w Paryżu

Constance de Théis, po pierwszym mężu Constance Pipelet, a po drugim hrabina de Salm-Dyck, (ur. 7 września 1767 w Nantes, zm. 13 kwietnia 1845 w Paryżu)  – francuska poetka i pisarka.
Pochodziła z dobrze sytuowanej rodziny szlacheckiej z Pikardii. Pod bacznym okiem ojca, odebrała bardzo dobre wykształcenie. Zaczęła publikować swoje poezje jeszcze jako nastoletnia dziewczyna. Sam André Chénier nazywał ją „Muzą Rozumu” (fr. Muse de la Raison). Jako pierwsza w historii Francji kobieta, została przyjęta do liceum. Gdy Francję opanował rewolucyjny terror, Constance opuściła Paryż; napisała wtedy swoją pierwszą tragedię pt. „Safona” (fr. Sapho), która odniosła spory sukces – wystawiono ją ponad 100 razy. W 1802 roku wzięła rozwód i wyszła za mąż za hrabiego de Salm-Dyck oraz otworzyła w Paryżu swój salon literacki. Była bardzo zaangażowana w sprawę emancypacji społecznej kobiet. Jeszcze w roku 1797 ogłosiła swego rodzaju manifest pt. „List do kobiet” (fr. Épître aux femmes), w którym zachęcała Francuzki do walki o sprawiedliwość społeczną i do wyjścia z cienia mężczyzn. Pochowana została na Cmentarzu Père-Lachaise w Paryżu.